# Bursa din Budapesta

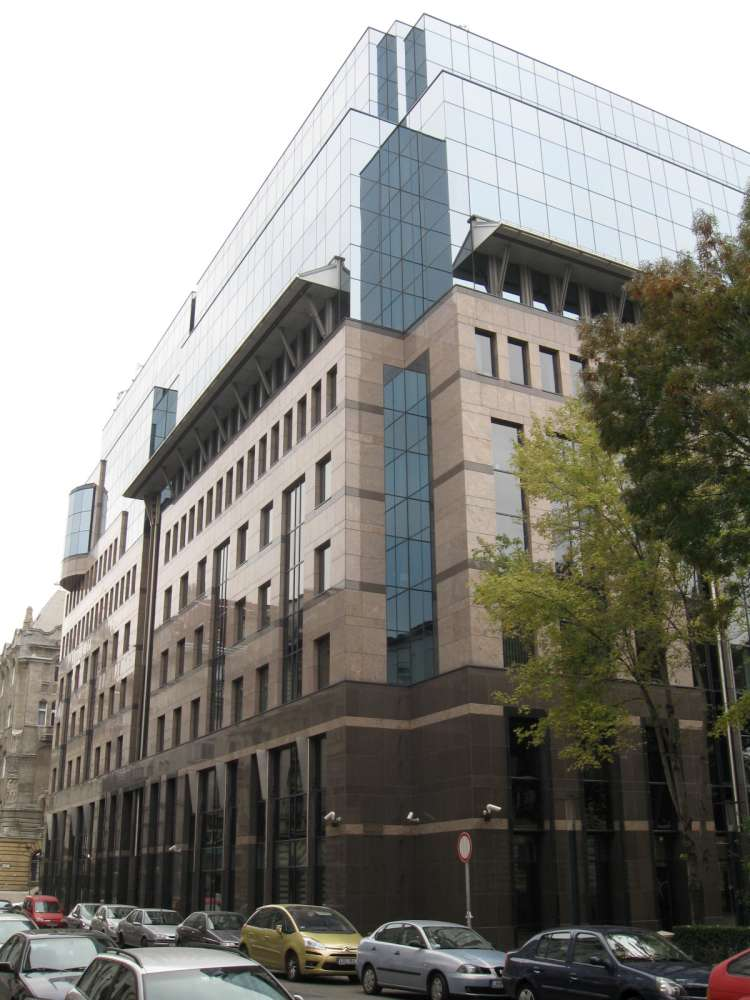
Banca Centrală din Budapesta, din Szabadság-tér (Piața Libertății)

Bursa de Valori din Budapesta ( Budapest Stock Exchange (BSE), maghiară Budapesti Értéktőzsde (BÉT)) este a 2-a cea mai mare bursă din Europa Centrală și de Est în privința capitalizării de piață și a lichidităților. Este situată în Szabadság tér (Piața Libertății) nr. 7, Budapesta, Ungaria, în districtul central de afaceri al orașului, cunoscut sub numele de Districtul V. În trecut, începând cu anul 1864, pe vremea Imperiului Austro-ungar, era situată în Palatul Bursei, dar la un moment dat a fost necesară o suprafață de tranzacționare mult mai mare. Schimbul este controlat de către emitenții listați, de către investitorii maghiari privați și de către banca centrală. Bursa de Valori din Budapesta (BSE) este membră a Federației Mondiale a Burselor și a Federației Europene a Burselor de Valori.
Bursa de Valori din Budapesta contabilizează toată cifra de afaceri a pieței maghiare și o mare parte a cifrei de afaceri a piețelor din Europa Centrală și de Est. În 2007, Bursa de Valori din Budapesta (BSE) a fost de acord să se mute pentru a elimina tranzacționarea fizică, astăzi tranzacțiile având loc prin intermediul sistemului Xetra, cu un etaj redundant de brokeri, având rolul de formatori de piață. 
Xetra este piața de referință pentru toate tranzacțiile bursiere de acțiuni din Ungaria și fonduri tranzacționate la bursă. Prețurile de pe Xetra servesc ca bază pentru calcularea BUX, cel mai cunoscut indice de acțiuni din Ungaria. Xetra are 60% cotă de piață în Europa, cu peste 230 de participanți la tranzacții din 18 țări europene; mai mult, Hong Kong și Emiratele Arabe Unite sunt conectate și ele prin intermediul Xetra. Xetra de tranzacționare de la Budapesta se desfășoară de la 09:00 la 17:00 cu închiderea licitației de la 17:00-17:05, și post-tranzacționare până la ora 17:20. BSE a introdus o pretranzacționare de piață de la 08:15 la 08:30 și un apel de licitație de deschidere de la 08:30 până la 09:00.

## Istoric

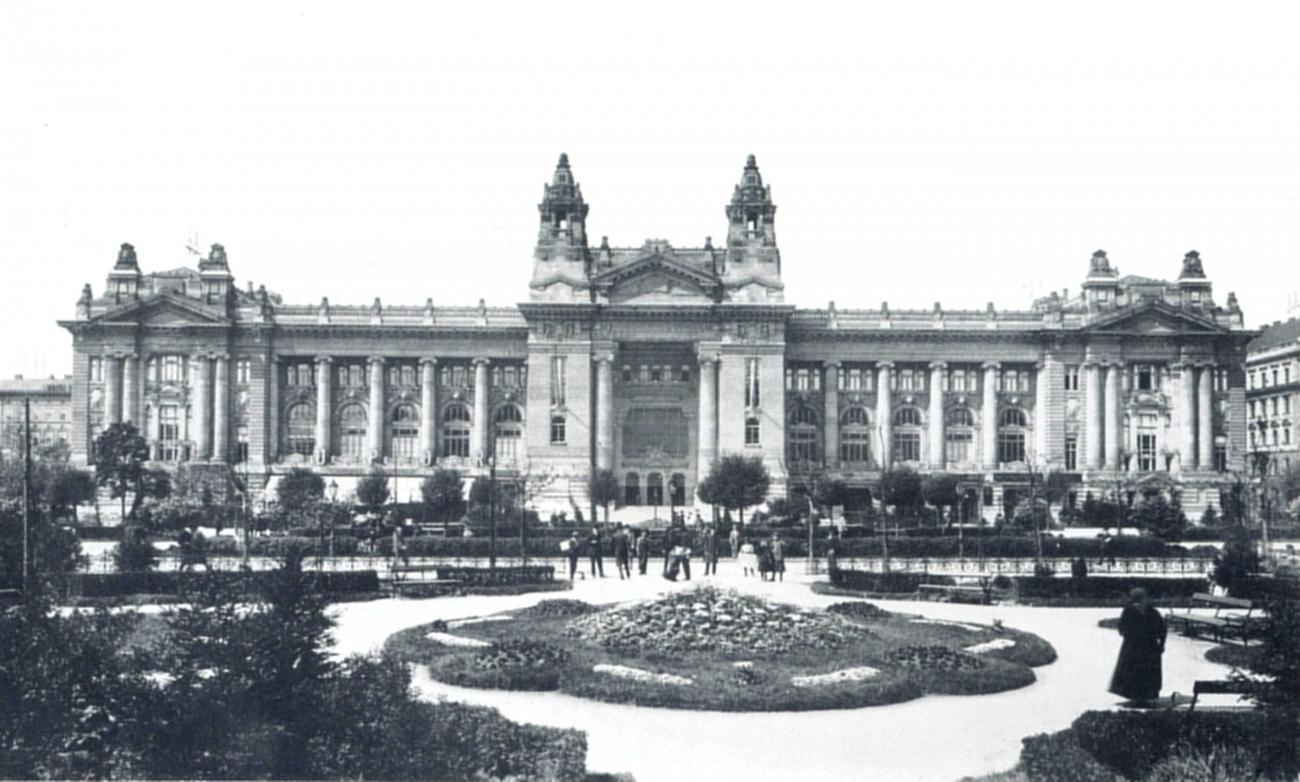
Bursa de Valori din Budapesta din Szbadság Tér (Piața Libertății) în 1905

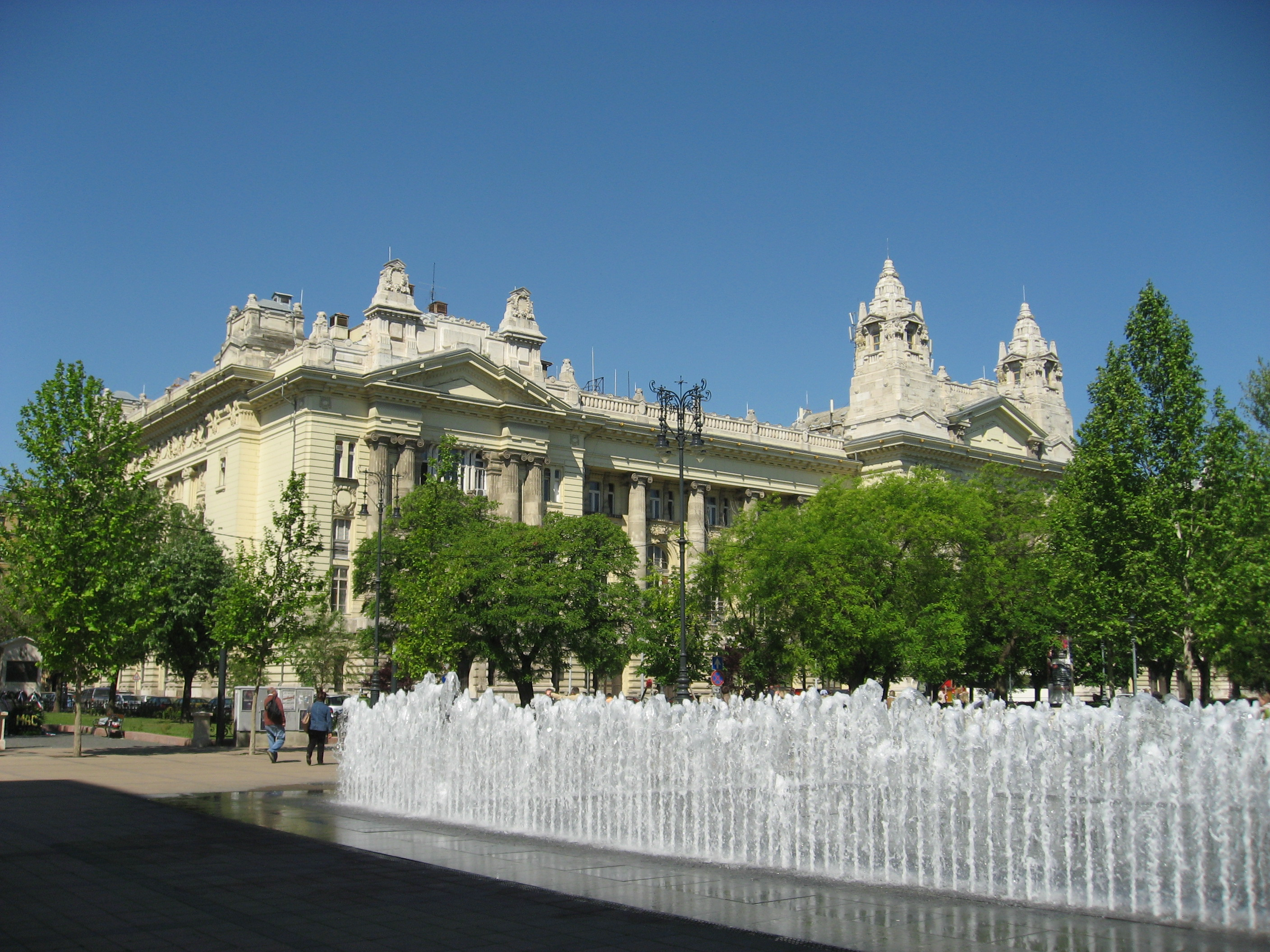
Bursa de Valori din Budapesta din Szbadság Tér (Piața Libertății) în 2017

### Perioada austro-ungară
Bursa din Ungaria, antecesoarea Bursei de Valori de astăzi din Budapesta (BSE), a început să funcționeze la 18 ianuarie 1864 la Pesta, pe malurile Dunării, într-o clădire a Companiei de Asigurări Lloyd. Comitetul însărcinat cu înființarea schimbului era condus de Frigyes Kochmeister, care a și fost ales primul președinte al tranzacțiilor (1864-1900). Când schimbul a fost lansat în 1864, au fost listate 17 acțiuni, un titlu de creanță, 11 valute străine și 9 cambii. După câțiva ani de creștere lentă, în 1872 a avut loc primul boom semnificativ al pieței, când ministrul comerțului a aprobat înființarea a 15 companii industriale și 550 de societăți financiare ale căror acțiuni au fost apoi cotate la bursă. BSE s-a mutat într-o clădire nouă în 1873 și până în 1905 și-a continuat operațiunile într-o clădire aflată pe colțul străzii Wurm (actuala Szende Pál). În 1905 s-a mutat în Palatul Bursei din Szabadság Tér (Piața Libertății).

### Perioada comunistă
După perioada de încetare a activității din timpul celui de-AlDoilea Război Mondial, bursa budapestană se redeschide în august 1946, ca urmare a lansării forintului pe 1 august. Întrucât companiile au dat faliment din cauza plăților obligațiunilor emise anterior în coroane și pengő și întrucât societățile cu răspundere limitată nu au plătit dividende pe acțiunile lor din cauza războiului, prețurile au scăzut continuu. La două luni după naționalizarea din 1948 a majorității firmelor private maghiare, guvernul a dizolvat oficial Bursa de valori și de mărfuri din Budapesta, iar activele bursei au devenit proprietatea statului.

### Redeschiderea Bursei din Budapesta
Primul punct de reper în redeschiderea Bursei de Valori din Budapesta a fost decizia Guvernului Ungariei de a da undă verde pregătirii Actului privind Valorile Mobiliare din 1989. Proiectul de lege a fost prezentat Parlamentului în ianuarie 1990 și a intrat în vigoare la 1 martie. La 21 iunie 1990, BSE și-a desfășurat adunarea generală statutară, iar Bursa și-a redeschis porțile. Cu 41 membri fondatori și un singur capital, IBUSZ, Bursa de Valori din Budapesta a fost înființată ca o organizație sui generis, o entitate juridică independentă.Restabilirea economiei de piață și privatizarea întreprinderilor au jucat un rol decisiv în operațiunile de schimb. Chiar dacă vânzarea întreprinderilor mari de stat a implicat adesea asistența investitorilor strategici, BSE a jucat un rol semnificativ în privatizarea multor companii maghiare de renume, printre care Rába, Grupul MOL, OTP Bank, Magyar Telekom, Danubius Hotels Group, Richter Gedeon Co, IBUSZ, Skála-Coop, Globus și multe altele.
Primul spațiu tranzacțional a fost la Centrul Comercial de pe strada Váci, urmat de mutarea acestuia în 1992 în clădirea cu aer istoric de pe strada Deák Ferenc din Belváros-Lipótváros, unde își continuă activitatea timp de 15 ani. În martie 2007, BSE s-a mutat în fostul Palat Herczog, din Bulevardul Andrássy 93. Sistemul open-out al tranzacțieilor fizice care a caracterizat piața spot a funcționat cu sprijin electronic parțial până în anul 1995. Din 1995 până în noiembrie 1998, tranzacționarea de valori mobiliare a avut loc simultan pe platforma de tranzacționare și într-un sistem de tranzacționare la distanță, când a fost lansat noul sistem de tranzacționare MultiMarket (MMTS), bazat exclusiv pe tranzacționarea la distanță. Tradiționalul "câmp de luptă" al tranzacționărilor fizice a încetat în termen de un an în septembrie 1999, moment în care tranzacția fizică a fost înlocuită în totalitate de platforma electronică de tranzacționare la distanță a pieței instrumentelor derivate. Piața de instrumente financiare derivate a BSE în contractele futures și opțiuni a fost pusă la dispoziția investitorilor începând cu 1995. Contractele BUX au fost disponibile pentru tranzacționare de la începutul pieței futures la data de 31 martie 1995. În luna iulie 1998 BSE a fost printre primele burse care au introdus contracte bazate pe acțiuni individuale. O altă serie de instrumente derivate standardizate pe piața opțiunilor a apărut în februarie 2000, iar la 6 septembrie 2004 a fost lansat cel de-al doilea indice al bursei budapestane, BUMIX. În ianuarie 2010, BSE a devenit membru al Grupului de Burse din Europa Centrală și de Est.
La 6 decembrie 2013, noul sistem de tranzacționare Xetra a înlocuit sistemul utilizat timp de 15 ani. În februarie 2015, BSE s-a mutat în locuri noi în Piața Libertății. Birourile actuale ale BSE sunt situate în centrul financiar al Budapestei, în apropierea fostului Palatului al Bursei. La 20 noiembrie 2015, Banca Națională a Ungariei a încheiat un contract de vânzare cu Austrian CEESEG AG și Österreichische Kontrollbank AG, entități care până în prezent dețin 68,8% din capitalul social al BSE.